# Обершутце

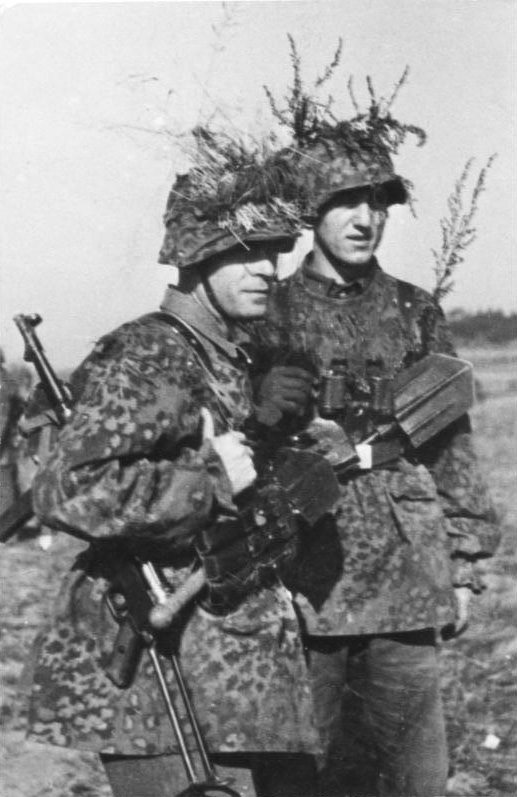
Підрозділ Ваффен-СС, CC-Обершу́тци з MP-40 та шанцевим інструментом у маскувальних костюмах

CC-Обершутце (нім. SS-Oberschütze, «старший стрілець СС») — військове звання СС, яке існувало в формуваннях Ваффен-СС з 1942 по 1945, та відповідало званню оберманн в Загальних СС.
Вперше звання обершутце було засновано в армії Баварії наприкінці 19 сторіччя. Після Першої світової війни це військове звання з'явилося в Рейхсвері в 1920 році, як проміжний ранг між званнями солдат та єфрейтор для позначення військовослужбовців, які мали значний військовий досвід та навички, але їм неможливо було присвоювати звання єфрейтор.
В армії США цьому рангу відповідає ранг рядового першого класу.
У військах Ваффен-СС це звання присвоювалося військовослужбовцям в ранзі шутце після 6-ти місяців служби.
Знаки розрізнення CC Обершу́тце Ваффен-СС

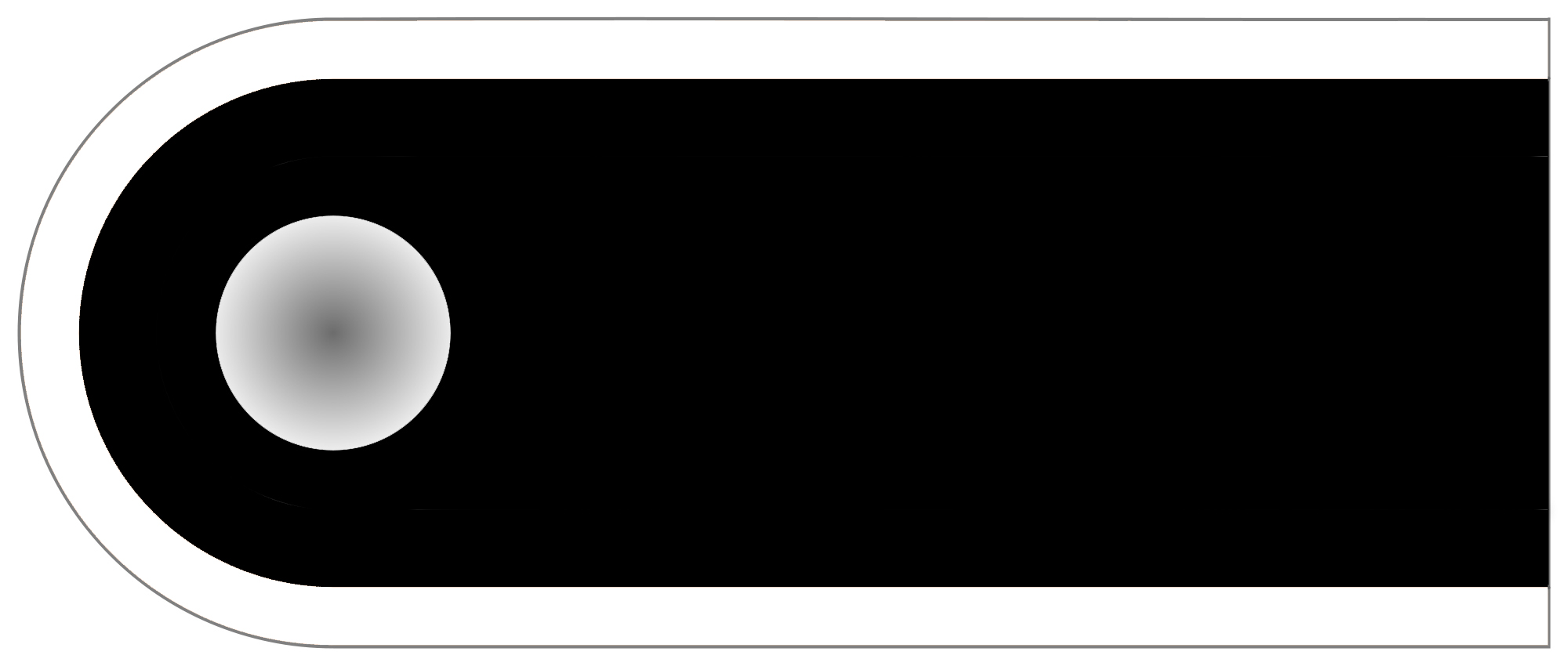
Погон рядового складу Ваффен-СС
Петлиця з 1940 до 1945
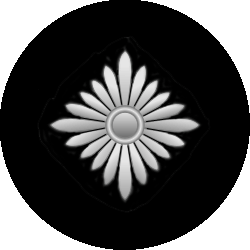
Нарукавний знак (ліве плече)